# Song Renqiong
Song Renqiong (cinese semplificato: 宋任穷; cinese tradizionale: 宋韵琴; Wade-Giles: Sung Jen-chiung; Liuyang, 11 luglio 1909 – Pechino, 8 gennaio 2005) è stato un politico e generale cinese.
È annoverato fra gli otto anziani del Partito Comunista Cinese.
Song, nativo di Luyang, entrò nel Partito Comunista Cinese negli anni venti e, nel corso della guerra contro il Giappone, si impegnò attivamente nelle forze armate rivoluzionarie, divenendo vicedirettore del dipartimento politico della 129ª Divisione. Successivamente, nel corso della guerra civile contro il Guomindang, fu vicecommissario politico dell'esercito del nord-est.
A seguito della vittoria comunista e della fondazione della Repubblica Popolare Cinese nel 1949, Song divenne segretario provinciale dello Yunnan del PCC e lo rimase fino al 1952; successivamente fu richiamato a Pechino, venendo nominato ministro dell'Industria Meccanica; nel 1956, eletto membro del Comitato centrale del Partito Comunista Cinese, fu promosso a vicesegretario generale del Partito, primo segretario dell'Ufficio Centrale per il Nord-est e membro supplente dell'Ufficio Politico. Dal 1965 fu anche vicepresidente del Comitato Nazionale della Conferenza Politica Consultiva del Popolo Cinese.
Probabilmente per la propria vicinanza a Deng Xiaoping, allora segretario generale del Partito e fra i maggiori rivali di Mao Zedong, Song fu deposto durante la Rivoluzione Culturale e privato dei propri incarichi. Rimase sostanzialmente in ombra fino al 1978, quando la nuova direzione, diretta proprio da Deng Xiaoping, cominciò a ripudiare la Rivoluzione Culturale e ad adottare una politica più tendente all'apertura al libero mercato. Già rieletto vicepresidente della Conferenza in marzo, in dicembre Song tornò quindi membro del Comitato Centrale del Partito, venendo inoltre nominato responsabile del Dipartimento Centrale di Organizzazione e membro della Segreteria. Nel 1982 fu inoltre promosso a membro effettivo dell'Ufficio Politico e l'anno seguente entrò nella Commissione Consultiva Centrale, un organo che raggruppava i principali veterani del Partito, con il ruolo di vicepresidente.
Song lasciò ogni incarico dirigente nel 1987; morì l'8 gennaio 2005.